# František Ševčík
František Ševčík (Vilémovice, 11 gennaio 1942 – Brno, 22 luglio 2017) è stato un hockeista su ghiaccio cecoslovacco, dal 1993 ceco.

## Palmarès

### Olimpiadi invernali
- 1 medaglia[1]:
  - 1 bronzo (Innsbruck 1964)